# وحدة النقل العظمى

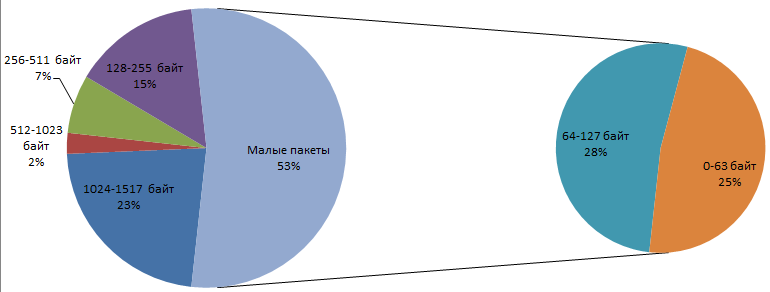

في شبكات الكمبيوتر ، تمثل وحدة الإرسال القصوى (MTU) حجم أكبر وحدة بيانات بروتوكول (PDU) يمكن توصيلها في معاملة طبقة شبكة واحدة. [1] تتعلق وحدة الإرسال الكبرى بالحجم الأقصى للإطار الذي يمكن نقله على طبقة ارتباط البيانات ، ولكنها لا تتطابق معه ، على سبيل المثال إطار إيثرنت. ترتبط MTU الأكبر حجمًا بتكاليف أقل. يمكن أن تقلل قيم MTU الأصغر من تأخير الشبكة. في كثير من الحالات ، تعتمد MTU على إمكانيات الشبكة الأساسية ويجب تعديلها يدويًا أو تلقائيًا حتى لا تتجاوز هذه الإمكانات. قد تظهر معلمات MTU بالاقتران مع واجهة اتصالات أو معيار. قد تحدد بعض الأنظمة MTU في وقت الاتصال.

## في سياقات أخرى
تستخدم MTU أحيانًا لوصف أقصى أحجام PDU في طبقات الاتصال بخلاف طبقة الشبكة. تستخدم أنظمة Cisco L2 MTU لأقصى حجم للإطار. [19] تستخدم Dell / Force10 MTU لأقصى حجم للإطار. [20] استخدمت Hewlett Packard MTU فقط لأقصى حجم للإطار بما في ذلك علامة IEEE 802.1Q الاختيارية. [21] تستخدم Juniper Networks عدة مصطلحات MTU: الواجهة المادية MTU (L3 MTU بالإضافة إلى بعض البروتوكولات الإضافية غير المحددة) ، MTU للواجهة المنطقية (متوافقة مع IETF MTU) والحد الأقصى MTU (الحد الأقصى لحجم الإطار القابل للتكوين للإطارات الجامبو). [22] يُعرف إرسال الحزمة على جزء شبكة فعلي أكبر من MTU الخاص بالقطعة باسم jabber. يحدث هذا دائمًا تقريبًا بسبب وجود خلل في الأجهزة. [23] تحتوي محولات الشبكة وبعض محاور إعادة الإرسال على إمكانية مضمنة لاكتشاف وقت صدور الجهاز.

## القابلية للتطبيق
يعمل تطبيق MTUs على بروتوكولات الاتصالات وطبقات الشبكة. يحدد MTU من حيث البايت أو الثماني بتات لأكبر PDU التي يمكن للطبقة أن تمررها إلى ما بعده. تظهر معلمات MTU عادةً بالاقتران مع واجهة اتصالات (NIC ، منفذ تسلسلي ، إلخ). يمكن للمعايير (إيثرنت ، على سبيل المثال) تحديد حجم وحدة الإرسال الكبرى ؛ أو الأنظمة (مثل الروابط التسلسلية من نقطة إلى نقطة) قد تقرر MTU في وقت الاتصال. عادةً ما يضيف ارتباط البيانات الأساسي والطبقات المادية الحمل إلى بيانات طبقة الشبكة ليتم نقلها ، لذلك بالنسبة لحجم إطار أقصى معين للوسيط ، يحتاج المرء إلى طرح مقدار الحمل لحساب MTU الخاص بهذه الوسيلة. على سبيل المثال ، مع Ethernet ، يبلغ الحد الأقصى لحجم الإطار 1518 بايت ، 18 بايت منها فوقية (تسلسل فحص الرأس والإطار) ، مما ينتج عنه وحدة MTU تبلغ 1500 بايت.